# 克拉帕亞
46°43′20″N 32°25′13″E / 46.72222°N 32.42028°E
克拉帕亞（烏克蘭語：Клапая）是乌克兰南部赫尔松州赫尔松区乔尔诺巴伊夫卡市镇內的村落。該村面積0.59平方公里，海拔高度18米，2001年人口189，人口密度每平方公里319.8人。